# Ctenochira flavipes
Ctenochira flavipes är en stekelart som beskrevs av Dmitriy R. Kasparyan 1976. Ctenochira flavipes ingår i släktet Ctenochira och familjen brokparasitsteklar. Inga underarter finns listade i Catalogue of Life.